# ضهر الحسين
ضهر الحسين هي إحدى القرى اللبنانية من قرى قضاء المتن في محافظة جبل لبنان. وأغلب سكانها من المسيحيين.